# Tibet's Stolen Child
Tibet's Stolen Child is een Amerikaanse documentaire uit 2001 van documentairemaker Robin Garthwait. De productie was in handen van Gorthwait & Griffin Films en International Campaign for Tibet.
Robin Garthwait en Dan Griffin waren drie jaar eerder actief als filmcrew bij het bezoek van de Dalai Lama aan Berkeley, waarmee hun interesse in Tibet werd gewekt. Met de speelfilms Seven years in Tibet en Kundun in het achterhoofd wilden ze een korte film maken die onder andere als voorfilm in de bioscoop zou kunnen dienen. Via de International Campaign for Tibet legden ze contacten met bekende acteurs als Richard Gere en Patrick Stewart en muzikanten als Sting om hun medewerking te vragen.

## Verhaal
De documentaire gaat in op de verdwijning van het zes jaar jonge kind Gendün Chökyi Nyima op 17 mei 1995. Kort ervoor, op 4 mei werd hij door dalai lama Tenzin Gyatso erkend als de reïncarnatie van de 11e pänchen lama. De 10e pänchen lama, Lobsang Trinley Chökyi Gyaltsen, overleed onder verdachte omstandigheden op 50-jarige leeftijd. De pänchen lama wordt door Tibetanen gezien als de op de dalai lama na hoogste autoriteit van Tibet.
In de documentaire worden onder andere vraaggesprekken getoond met zes winnaars van de Nobelprijs voor de Vrede die zich uitspreken over de verdwijning van de pänchen lama. Naast hen worden ook interviews van een aantal andere bekende mensen getoond, waaronder toenmalig Assistent-Minister van Buitenlandse Zaken van de VS, Harold Hongju Koh.

## Rolverdeling
| Acteur            | Personage |
| ----------------- | --------- |
| Mairead Maguire   | Zichzelf  |
| Desmond Tutu      | Zichzelf  |
| Elie Wiesel       | Zichzelf  |
| Dalai lama        |           |
| José Ramos Horta  | Zichzelf  |
| John Hume         | Zichzelf  |
| Patrick Stewart   | Verteller |
| Carla-Maria Sorey | Verteller |